# Zuid-Georgische pieper
De Zuid-Georgische pieper  (Anthus antarcticus) is een soort zangvogel uit de familie piepers en kwikstaarten van het geslacht Anthus.

## Verspreiding en leefgebied
Deze soort komt voor op Zuid-Georgia en de Zuidelijke Sandwicheilanden. Het is de enige zangvogel van Zuid-Georgia en tevens de enige zangvogel uit het Antarctisch gebied.